# David Söderholm
Karl David Söderholm, född 6 juli 1883 i Lundby, Västmanland, död 30 juli 1961 i Västerås, var en svensk målare, tecknare och grafiker.
Han var son till folkskolläraren och kantorn Gustaf Söderholm och Tekla Vilhelmina Holmgren och från 1912 gift med läraren Tora Morberg. Efter avslutad folkskola studerade Söderholm vid Västerås tekniska skola där teckningsläraren Carl Malmberg fick en stor betydelse för hans fortsatta konstnärskarriär. Efter studierna fick han anställning hos ett par målarmästare i Västerås och erhöll 1905 både gesällbrev och medalj. Omkring 1907 slutade han som yrkes och dekorationsmålare för att på heltid kunna ägna sig åt konstnärlig verksamhet. Söderholm var i sin konst och levnad huvudsakligen trogen sin hemprovins men företog en studieresa till Italien 1920 och reste under somrarna på kortare besök till grannländerna och olika platser inom landet för att insupa idéer och hitta ny inspiration. Söderholms konst har sina rötter i det svenska 1890-talsmåleriet när det gäller motiv, stämning och färgval och han skildrade det västmanländska landskapet med de stora linjerna, de höga himlarna och de låga horisonterna med den tunna blå skogsranden. Med tiden fick han ett allt större intresse för det sakliga innehållet och de verk som tillkom under den epoken har blivit värdefulla kulturhistoriska och stadshistoriska dokument. Separat ställde han ut ett flertal gånger i Västerås fram till sin 75-årsdag 1958. Tillsammans med Oskar Lycke ställde han ut på Hallins konsthandel och Gummesons konsthall och tillsammans med A Sahlin ställde han ut i Uppsala 1921. Han medverkade i Svenska konstnärernas förenings utställning på hantverks- och industriutställningen i Västerås 1908 och föreningens utställning på Liljevalchs konsthall 1917. Han medverkade i ett stort antal av Sveriges allmänna konstförenings salonger i Stockholm samt utställningar med provinsiell konst i Västerås och Västmanland. En minnesutställning med hans konst visades på Stadshusets konstgalleri i Västerås 1962. Söderholm arbetade huvudsakligen som akvarellist med målningar i stort format. Bland hans offentliga arbeten märks den stora oljemålningen Fädernas kyrka i Lundby församlingssal. Söderholm är representerad vid Västerås konstförenings galleri och Västerås kommun.